# Гремучий Ключ (Кужбахтинська сільська рада)
Грему́чий Ключ (рос. Гремучий Ключ, башк. Гремучий Ключ) — присілок у складі Ілішевського району Башкортостану, Росія. Входить до складу Кужбахтинської сільської ради.
Населення — 101 особа (2010; 120 у 2002).
Національний склад:
- башкири — 58 %
- росіяни — 31 %